# Radiofabrik
Koordináták: é. sz. 47,7942°, k. h. 13,0559°47.794200°N 13.055900°E
A Radiofabrik Salzburgban működő közösségi rádió. A legnagyobb független, nonprofit rádió Nyugat-Ausztriában.

## Története

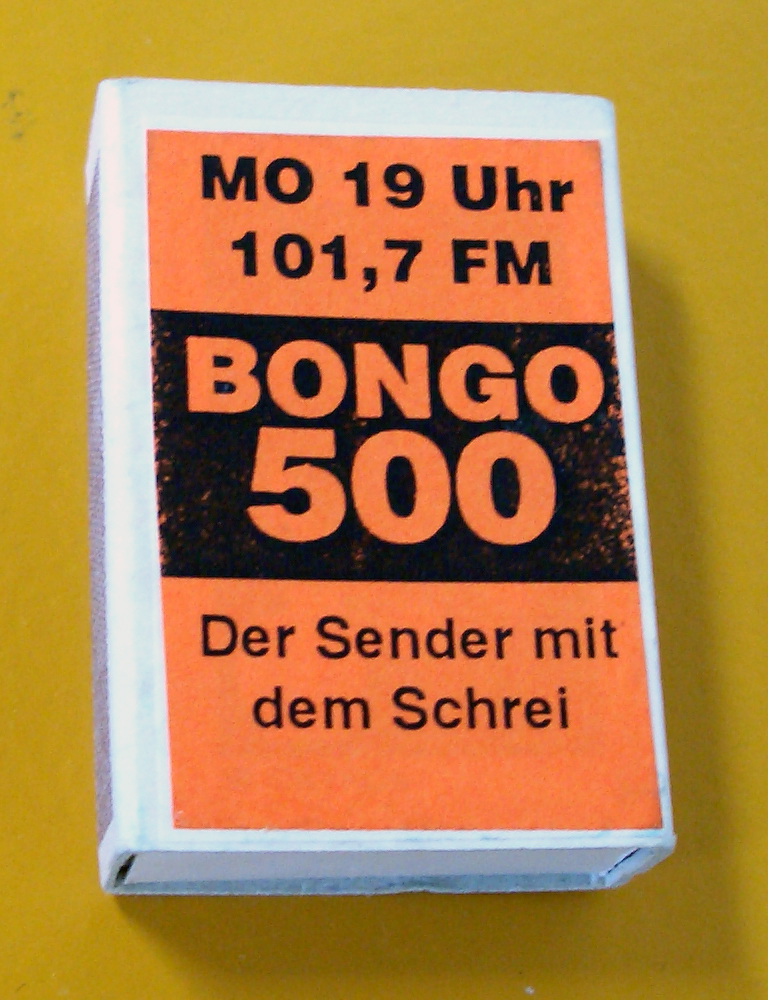
„Radio Bongo 500“ kalózadást reklámozó gyufásskatulya 1992-ből

A rádió alapítói közül néhányan 1992-ben még illegálisan készítettek műsort. Az egyik ilyen alapítótag volt „Wolfgang Hirner”, aki a későbbi Radiofabrik igazgatója is lett. Ausztriában ugyanis tilos volt magán rádióállomást üzemeltetni 1998-ig. A kalózrádió-adás «Radio Bongo 500» néven vált ismertté.
Amikor a Graz-i «Radio Helsinki» megtörte az állami ORF műsorszolgáltatói monopóliumát 1995-ben, nem sokkal azután a Radiofabrik is megkezdte működését. Kezdetben mindössze öt órás műsoridőt kapott a kereskedelmi «Radio Arabella» hullámhosszán.
Folyamatos műsorszolgáltatás 2002 januárjában valósulhatott meg az «Objektwerbung GmbH», reklámcég együttműködésével. Miután a vállalatnak pénzügyi nehézségei támadtak és beszüntette tevékenységét 2003 októberében, a Radiofabrik vette át teljes egészében a helyét.

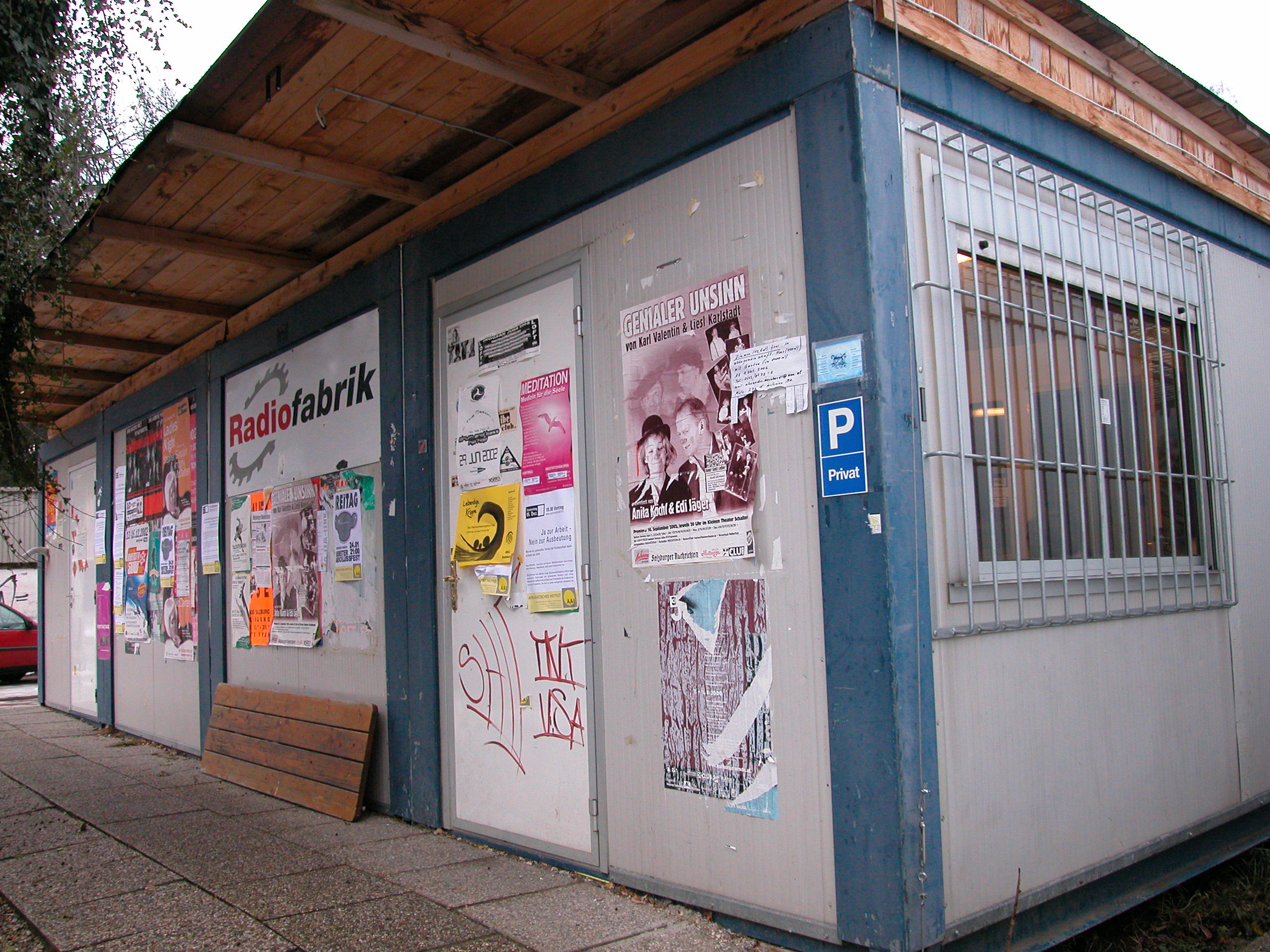
Radiofabrik stúdiója 2005-ig egy konténerben kapott helyet

Jelenleg több mint 280 önkéntes munkatárs vesz részt a műsorkészítésben. Az adások a 107,5 és 97,3 MHz frekvencián hallgathatók, valamint kábelen keresztül a 98,6 MHz-en a nap huszonnégy órájában.

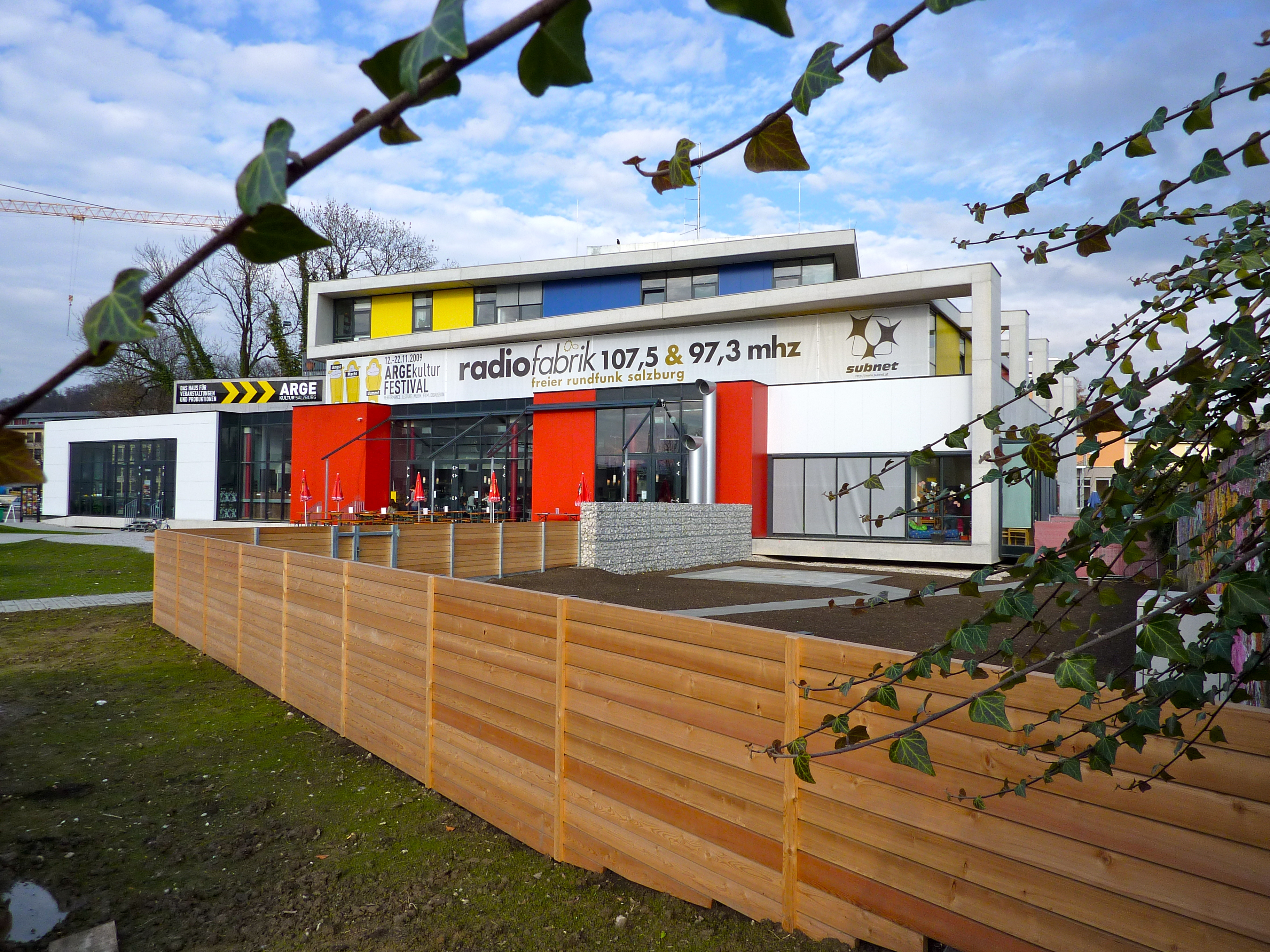
Radiofabrik első emeleti stúdiója az ARGE kulturális központban, 97,3 MHz frekvenciára hangolt tetőantennával

Eleinte a Radiofabrik műsorait egy konténerstúdióban készítették. A rádió 2005-ben kapott helyet az az újonnan épült «ARGE-Kultur Salzburg»-ban, ami a legnagyobb kulturális központnak számít Nyugat-Ausztriában. A rádió számára a legmodernebb munkakörülmények (iroda, stúdió, vágószoba, tanácskozóterem) és felszerelések biztosítottak.

## Program és elképzelés
Mivel Radiofabrik egy független, kereskedelmi célokat mellőző, közösségi rádió, így igyekszik minden társadalmi réteget elérni, különös tekintettel azokra, akik mind a kereskedelmi, mind az állami médiumokban nem kapnak szót. Ennek megfelelően készítenek műsort ötvenen felüliek, akik célzottan a saját korosztályukhoz kívánnak szólni, de a tizennyolc éven aluliakat is bevonják itt a rádiózásba. Nem utolsósorban az adások tíz különböző nyelven hallgathatók teret engedve a legkülönbözőbb kultúrák, vélemények bemutatásának Salzburgban.
Mindenki, aki kedvet érez a rádiózáshoz, a stáb tagjává válhat. Mindössze annyit kell tenni, hogy az érdeklődő részt vesz egy kurzuson, ahol a műsorkészítéshez elengedhetetlen technikai tudás, az újságírás alapjai, valamint alapvető médiajog sajátítható el. A önjelölt rádiós szabadon választhatja meg műsora témáját, vállalva a felelősséget annak tartalmáért. Mindamellett rasszista, szexista, gyűlöletkeltő, demokráciaellenes tartalmú műsoroknak, valamint vallási propagandának nem biztosít helyet a rádió.
Georg Wimmer, többszörös díjnyertes újságíró koordinálta a műsorokat egészen 2008 végéig, amikor is egy évre otthon maradt újszülött kisfiával. Eva Schmidhuber, a rádió projektvezetője vette át a helyét 2009 januárjában.

## Szervezeti felépítés
Radiofabrik struktúrája két pillérű: „Verein Freier Rundfunk Salzburg“ egy bejegyzett társaság, amiben minden adáskészítő és támogató tagnak számít intézményi szinten. Az egyesület felelős a műsorszolgáltatásért. A tulajdonát képezi egy a műsorszórást biztosító vállalat (Sendeanlagen GmbH), ami műsorterjesztési licenccel is rendelkezik.
A vezetőség tagjai:
az igazgatóság elnöke „Anton Prlic”, a Salzburger Nachrichten újságírója, elnökhelyettes Nicole Modl, Monika Pink jegyző, az igazgatósági tanácsadó Wolfgang Stöger a pénzügyekért felelős, ezenfelül Alois Plischkowitz újságíró és Darka Grčević-Golić tagjai a vezető testületnek.
A rádiót 2007-ig „Wolfgang Hirner”, a Radiofabrik alapítója vezette. Helyét Andreas Wagner, a felnőttképzésben dolgozó pedagógus vette át. 2008 márciusától a vezérigazgatói posztot Alf Altendorf, filmszínész és médiamenedzser tölti be.

## Projektmunka
Radofabrik a helyi kormányzati szervekkel fenntartott kapcsolatai, valamint Salzburgban végzett kulturális tevékenysége nagy mértékben hozzájárul, hogy a rádió Európai Unió-s projektekben vehessen részt. A rádióadások egy Ausztriában és Németországban közösen létrehozott internetes megosztó felületen is megtalálhatók.
A médiaoktatás területén végzett tevékenységek is egyre jelentősebb szerepet kapnak. Példának okáért az “EuRegio Medienzentrum” Interreg-IIIA-Projekt-ben az “Aktion Film Salzburg” és Traunstein regionális irodája is érdekelt.

### Projektek
- EU-Project Civilmedia (évenként megrendezett konferencia 2005 óta)[1]
- EU-Project Radiodialogues – A sokszínűség hangjai
- EU-Project Talk About It
- EU-Project Let's Talk About Science
- EU-Project I Speak Football[2]
- Euregio-Project EuRegio Media Center (EMZ)
- EuRegio Childrens Radio – Rádió a gyerektől/-kel/-ért
- belle of the ball – Projekt “Rasende Reporterin” EURO2008
- mozartRemixed

## Technika
Radiofabrik hardver- és szoftverfejlesztéssel is foglalkozik, ezzel is elősegítve a rádiószerkesztést. ”Hermann Huber” mérnökinformatikus 2005-ben mutatta be a rádió automatizálási szoftvert, a YARM-ot (Yet Another Radio Manager) az Ars Electronica elnevezésű elektronikai kiállításon. Azóta már több osztrák közösségi rádió is a YARM-ot használja.
„Marcus Diess” produkciós igazgató, zenész és feltaláló alkotta meg az úgynevezett jel monitorizáló rendszert, a „Signal Watchdog”-ot, ami folyamatosan nyomon követi a Radiofabrik átjátszóadójának működését és az esetleges meghibásodást azonnal jelzi SMS-en keresztül. A vakok számára készülő hangszerkesztő szoftver (a „Studioguard”) még fejlesztés alatt áll.

## Partnerség
A Radiofabrik 107,5 tagja az „Ausztriai Közösségi Rádiók Egyesületének” (Verband Freier Radios Österreich – VFRÖ), valamint a szervezet felkarolja a salzburgi kulturális törekvéseket a (Dachverband Salzburger Kulturstätten) égisze alatt.

## Díjak
A Radiofabrik a következő díjakat nyerte el:
- Kulturális díj az integráció és az emberi jogok támogatásáért (“Kulturpreis für Integration und Menschenrechte“) a Salzburgi Zöld Párt, valamint Gerard Mortier felajánlásával.
- Salzburg tartomány kultúradíj (Kulturpreis des Landes Salzburg)
- Felnőttképzés Rádió Díj – Eduard-Ploier-Díj(2007, 2008)
- Alternatív Média Díj a Nürnberg-i Média Akadémia és a Friedrich Ebert Alapítvány (FES)kiírásában
- Média Díj kitüntetve a német Kindernothilfe szervezet által
- ESIS – Innovatív nyelvi projekteket kitüntető Európa-pecsét (2003, 2008)

## Honlap
- Radiofabrik Website